# Włodzimierz Otulak
Włodzimierz Otulak (ur. 20 listopada 1956) – polski producent filmowy. 

## Życiorys
Jest absolwentem II Liceum Ogólnokształcącego im. Stefana Batorego w Warszawie (matura 1975).
Jest prezesem zarządu Vision Film Sp. z o.o. S.K.A., członkiem Europejskiej Akademii Filmowej.

## Filmografia
- Mniejsze zło (2009)
- Pora mroku (2008)
- U Pana Boga w ogródku (2007)
- Wszyscy jesteśmy Chrystusami (2006)
- Kochankowie Roku Tygrysa (2005)
- Pręgi (2004)
- Dzień świra (2002)
- Kariera Nikosia Dyzmy (2002)
- Zemsta (2002)
- W pustyni i w puszczy (2001)
- Fuks (1999)

## Wybrane nagrody i nominacje
- 2005 – nominacja do Polskiej Nagrody Filmowej, Orzeł w kategorii najlepszy film za rok 2004 dla filmu Pręgi
- 2004 – Złote Lwy dla filmu Pręgi na Festiwalu Polskich Filmów Fabularnych w Gdyni
- 2002 – Złote Lwy dla filmu Dzień świra na Festiwalu Polskich Filmów Fabularnych w Gdyni